# Turismo en Argelia

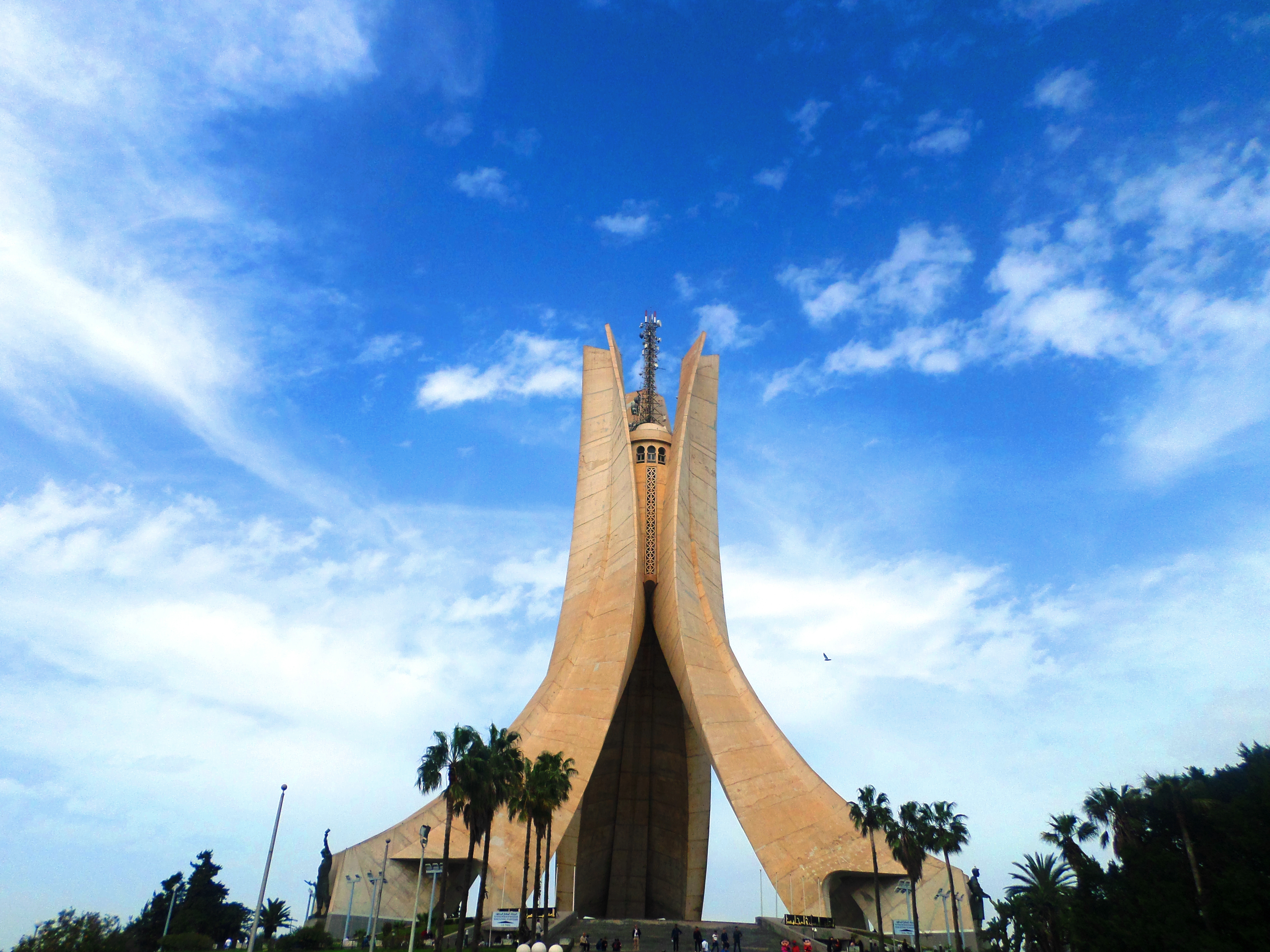
Monumento de los Mártires, Argel.

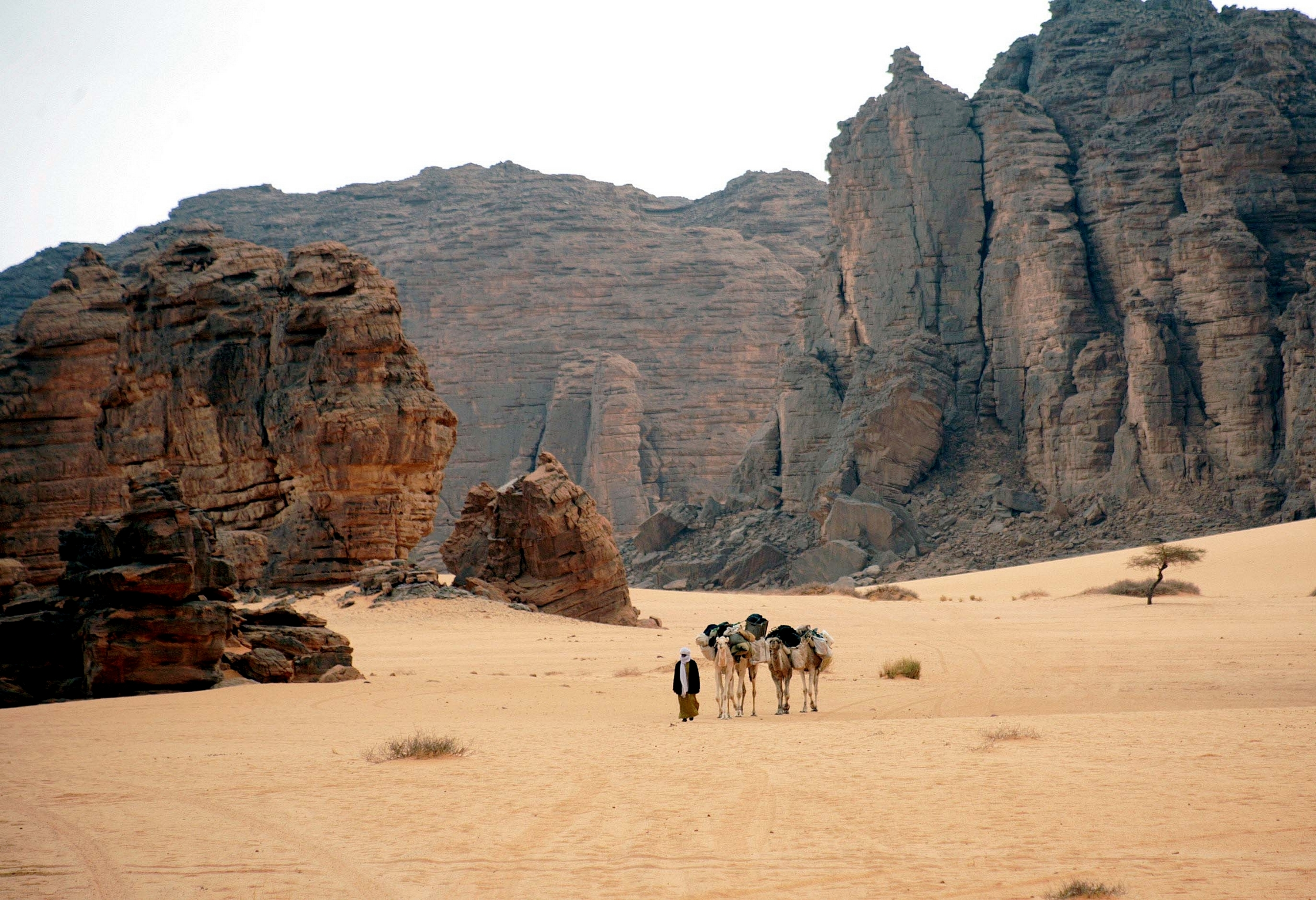
Tassili n'Ajjer en la provincia de Tamanrasset.

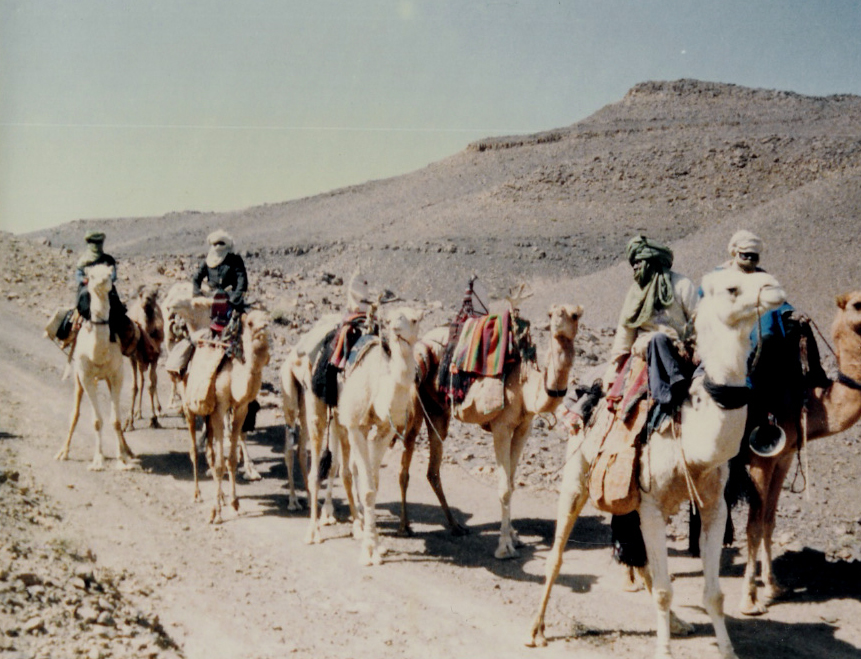
Caravana de nómadas en Ahaggar.

Argelia ha sido miembro de la Organización Mundial del Turismo desde 1976, y el turismo en Argelia en el informe de esta organización publicado en 2014, Argelia fue el cuarto destino turístico en África en 2013, con 2,7 millones de turistas extranjeros, y ocupa el puesto 111 en la escena del turismo internacional, según el World Tourism and Travel Council (WTTC) con sede en Londres. El sector del turismo en Argelia representa el 3,9% del volumen de las exportaciones, el 9,5% de la tasa de inversión productiva y el 8,1% del producto interno bruto. 
Argelia es el país más grande del continente africano y el décimo país más grande en términos de superficie total. Ubicado en el norte de África, una de las principales atracciones turísticas es el Sahara, el segundo desierto más grande del mundo. Algunas dunas de arena pueden alcanzar 180 metros de altura.
Los principales competidores son los países mediterráneos, la mayoría de los cuales han desarrollado una economía de base sólida en este sector. El sector del turismo todavía está poco desarrollado en Argelia en lo que respecta al alojamiento y otros servicios. Por esta razón, el gobierno lanzó un plan estratégico para impulsar este sector en 2025.
Según un sondeo de Encuesta Gallup del Índice de Ley y Orden, que mide la seguridad personal así como las experiencias personales de delincuencia y aplicación de la ley, Argelia ocupó el séptimo lugar en los países más seguros del mundo en 2017.
Según el U.S. News & World Report, Argelia está clasificado entre los 80 países más importantes del mundo en 2018. En su ranking de los mejores países que edita cada año, el semanario elabora una clasificación basada en varios criterios como negocios, ciudadanía, influencia cultural, patrimonio, calidad de vida o la posibilidad de aventuras.
El periódico nacional de Estados Unidos, USA Today, clasificó a Constantina entre las once ciudades para visitar en el mundo en 2018. El periódico se basó en la experiencia de Sal Lavallo, una de las personas más jóvenes que visitó los 193 Estados miembros de las Naciones Unidas.

## Política de turismo del estado

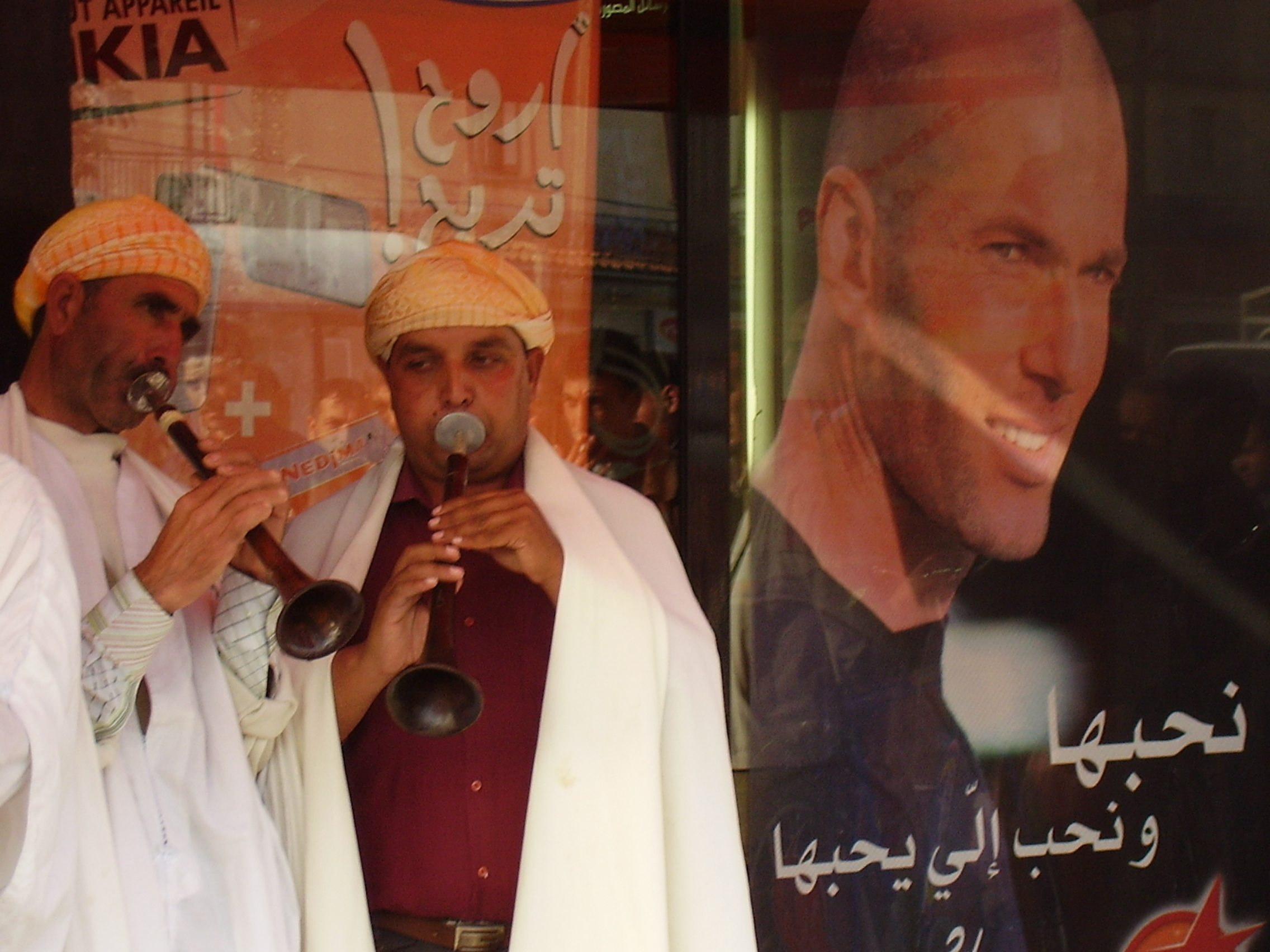
Dos idebbalen tocando en una calle de Bujía. Detrás de ellos, Zinedine Zidane en un cartel anunciando la empresa de telecomunicación argelina Ooredoo Algeria.

Un proyecto desarrollado durante la «Conferencia Nacional e Internacional de Turismo» nació proporcionando una nueva dinámica de recepción y gestión del turismo en Argelia. Este proyecto se llama «horizonte 2025». Los inversores extranjeros, principalmente franceses, se posicionan para dominar el mercado, centrándose principalmente en una clientela de negocios. Se realizó una primera campaña publicitaria dedicada a la industria para atraer inversionistas y clientes extranjeros, así como medidas concretas como conferencias, ferias comerciales o comisiones.
El futbolista internacional Zinedine Zidane, de ascendencia argelina, también fue utilizado para un nuevo comercial realizado esta vez bajo los auspicios del operador de telefonía, Ooredoo Algeria, destinado a una clientela individual.
El gobierno adoptó un Plan de Calidad Turística de Argelia, pero a fines de 2010, únicamente el 10% de las estructuras turísticas de Argelia se habían unido a este programa. Los inversores siguen interesados en el potencial del país, así como las altas autoridades, como el representante del Secretario General de la Organización Mundial del Turismo (OMC), Frédéric Perret, dijo en la conferencia de la Exposición Internacional de Turismo y Viajes celebrada en Argelia. En 2010, el sector turístico argelino tiene un gran potencial gracias a sus «playas mediterráneas, su fascinante Parque Nacional Djurdjura, su gente y sus tesoros culturales e históricos». Como parte de la política de desarrollo del turismo, 'Eductour' se organiza regularmente para el ámbito nacional e internacional.

## Sitios del Patrimonio Mundial

Al-Qal'a de Beni Hammad.

### Al-Qal'a de Beni Hammad
Al Qal'a de Beni Hammad (en árabe: قلعة بني حماد) es una ciudad palatina fortificada en Argelia. Ahora en ruinas, en el siglo XI, sirvió como la primera capital de la dinastía Hammadid. Está en las montañas de Hodna al noreste de la Provincia de M'Sila, a una altitud de 1418 metros, y recibe abundante agua de las montañas circundantes. La fortaleza Beni Hammad está cerca de la ciudad de Maadid, a unos 225 kilómetros al sureste de Argel, en el Magreb. En 1980, fue inscrito como Patrimonio de la Humanidad por la UNESCO, y descrito como «una imagen auténtica de una ciudad musulmana fortificada».
La ciudad incluye una línea de muros de 7 kilómetros. Dentro de las paredes hay cuatro complejos residenciales, y la mezquita más grande construida en Argelia después de Mansourah. Es similar en diseño a la Gran Mezquita de Kairuán, con un minaretede 20 metros de altura. Las excavaciones han sacado a la luz numerosas terracotas, joyas, monedas y cerámicas que dan testimonio del alto nivel de civilización de la dinastía Hammadid. También entre los artefactos descubiertos se encuentran varias fuentes decorativas que usan el león como motivo. Los restos del palacio del emir, conocido como Dal al-Bahr, incluyen tres residencias separadas por jardines y pabellones.

### Djémila

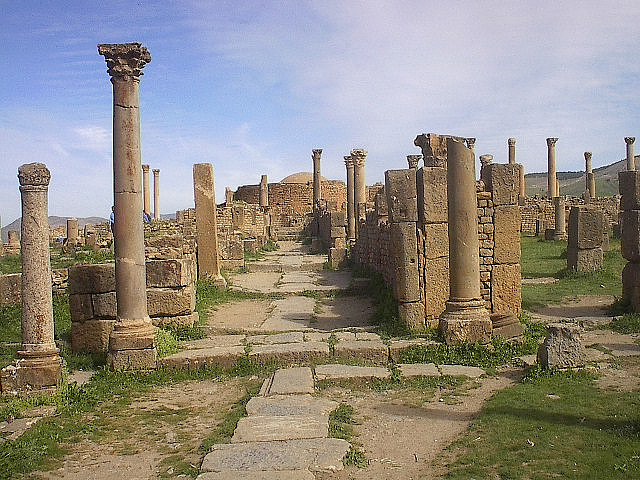
Djémila.

Djémila (en árabe: جميلة, el Hermoso, en latín: Cuicul o Curculum), anteriormente Cuicul, es un pequeño pueblo de montaña en Argelia, cerca de la costa este del norte del país, donde se encuentran algunas de las mejores ruinas conservadas bereber-romanas en el norte de África. Está situado en la región que limita con Constantina y Petite Kabylie.
En 1982, se convirtió Djémila en un patrimonio de la humanidad por la UNESCO, por su adaptación única de la arquitectura romana en un entorno de montaña. Los edificios significativos en la antigua Cuicul incluyen un teatro, dos foros, templos, basílicas, arcos, calles y casas. Las ruinas, excepcionalmente bien conservadas, rodean el foro de los fuertes, una gran plaza pavimentada con una entrada marcada por un majestuoso arco.

### Casba de Argel

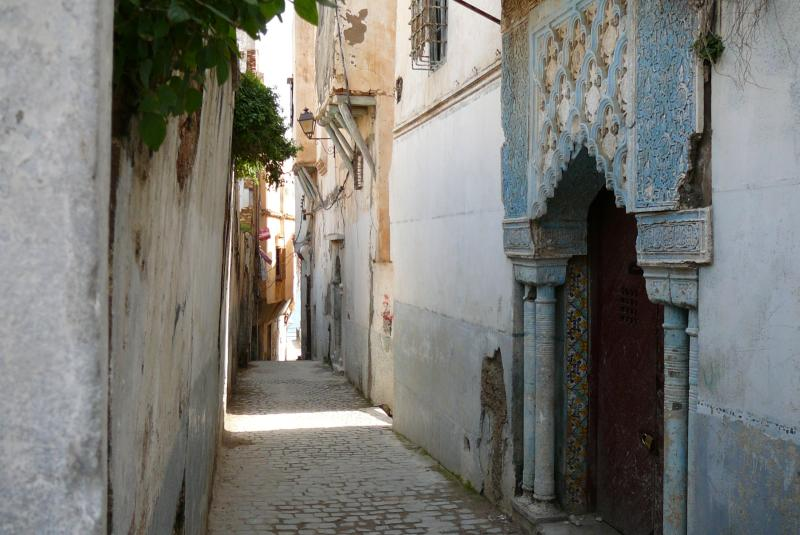
Casba de Argel.

Casba de Argel (en árabe: قصبة‎, qaṣba, que significa ciudadela o fortaleza), es la ciudadela de Argel en Argelia y el barrio histórico que la rodea. Más generalmente, una Casba es la ciudadela amurallada de muchas ciudades y pueblos del norte de África.
Es una pequeña ciudad que, construida sobre una colina, se adentra al mar dividida en dos: la ciudad alta y la baja. Se pueden encontrar mezquitas y edificaciones del siglo XVII y, especialmente las tres grandes mezquitas de la ciudad de Argel: la mezquita de Ketchaoua (cuya edificación data de 1794) flanqueada por dos minaretes, la mezquita nueva (Djemmá el Djedid) (levantada en 1660 durante la regencia otomana) y la (Djemmá el Kebir), la más antigua de Argel ya que fue construida a finales del siglo XI. 

### Valle de M'Zab

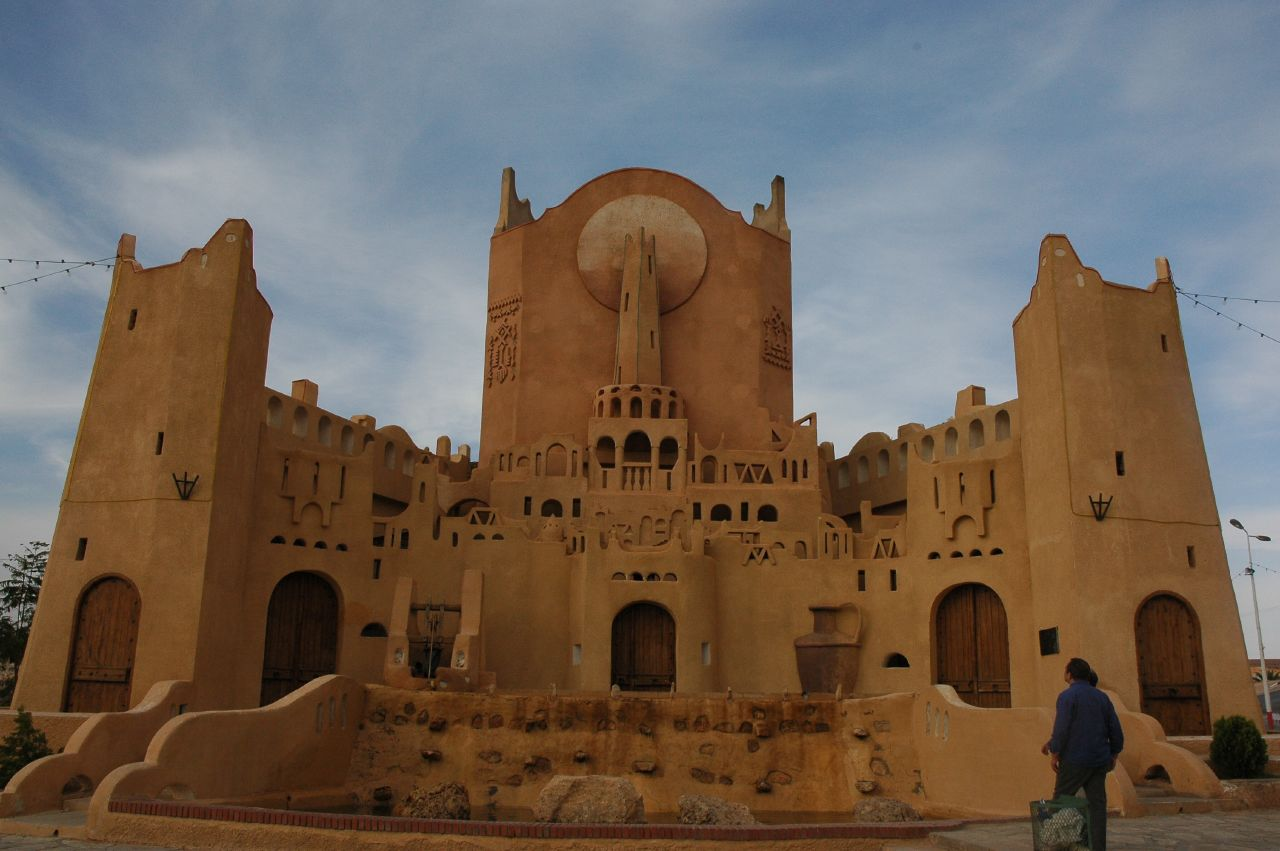
Valle de M'Zab en Ghardaïa.

Valle de M'Zab, o Mzab, y en árabe: مزاب, es un oasis situado en el wilayato de Ghardaïa, a unos 600 km al sur de Argel, en Argelia y con aproximadamente 360,000 habitantes (estimación de 2005).
Los mozabitas ("En Mzab") son una rama de una gran tribu bereber, los Zenata, que vivían en grandes áreas del sur de Argelia. Muchas letras y símbolos en tifinag están grabados alrededor del Valle de M'Zab.
Después de la Conquista musulmana del Magreb, los mozabitas se convirtieron en musulmanes de la escuela Mu'tazili. Después de la caída del estado de Rostomita, la familia real de Rostemita con algunos de sus ciudadanos eligió el Valle de M'Zab como su refugio. Sin embargo, los rostomitas fueron ibadíes y enviaron a un predicador (Abu Bakr an-Nafusi) que convirtió con éxito a los mozabitas indígenas. El Valle de M'Zab es Patrimonio de la Humanidad de la Unesco desde 1982.

### Timgad

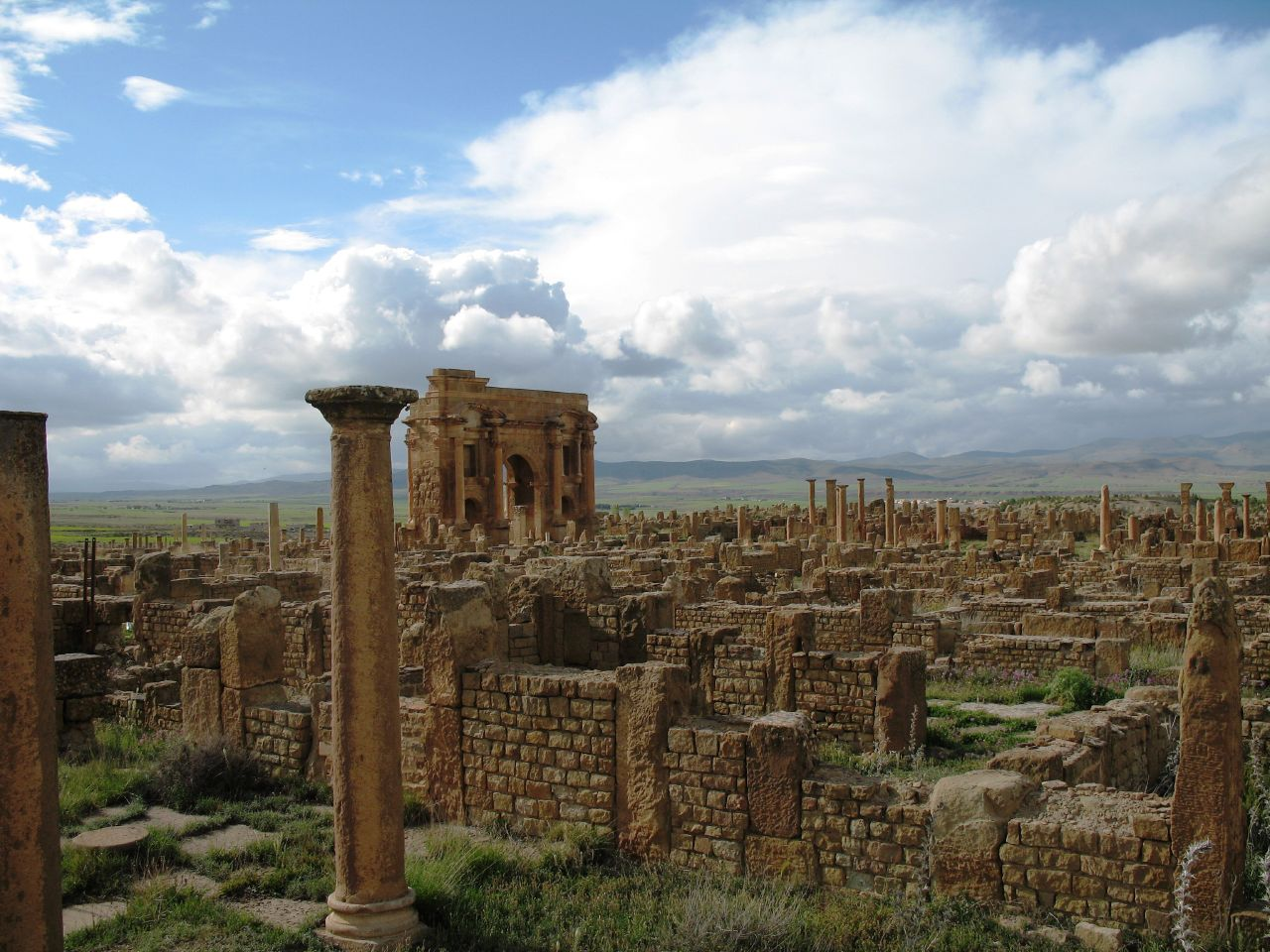
Timgad.

Timgad, (en árabe تيمقاد, también llamada Thamugadi o Thamugas por los romanos), era una ciudad romana - bereber en las montañas Aurès de Argelia. Fue fundada por el emperador Trajano alrededor del año 100. El nombre completo de la ciudad era Colonia Marciana Ulpia Traiana Thamugadi.fue declarada Patrimonio de la Humanidad por la Unesco en el año 1982.
En el antiguo nombre de Timgad, Colonia Marciana Ulpia Traiana Thamugadi, Trajano conmemoró la ciudad en honor de su madre Marcia, su hermana mayor Ulpia Marciana y su padre Marcus Ulpius Traianus. La segunda parte del nombre, Thamugadi, «no tiene nada de latino». Thamugadi es el nombre bereber del lugar donde se construyó la ciudad, para leer la forma plural de Tamgut de Timgad, que significa «pico», «cumbre».
Las ruinas se encuentran ubicadas a unos 35 km al este de la ciudad de Batna en la actual Argelia, son importantes por representar uno de los mejores ejemplos existentes del diseño en cuadrícula que es perfectamente visible en el trazado ortogonal de la ciudad, destacando el decumano y el cardo al estar delineados mediante una columnata corintia parcialmente restaurada. El cardo no atraviesa completamente la ciudad, sino que intersecciona al decumano en un foro. Ha sido llamada «la Pompeya del Norte de África».

### Tipasa

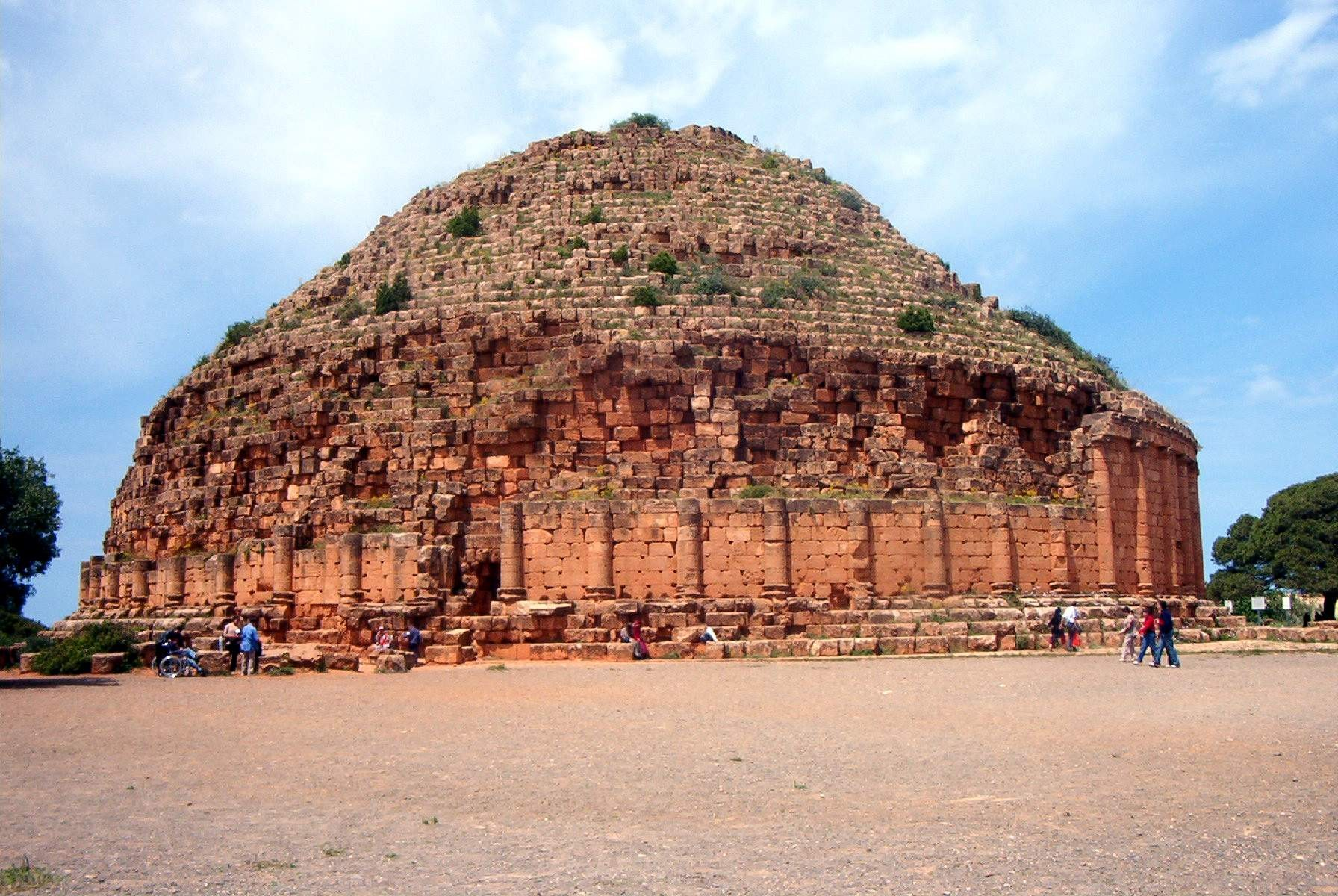
Mausoleo real de Mauritania, a distancia cercana al este de Tipasa.

Tipasa, fue una colonia en la provincia romana Mauritania Cesariense, hoy en día llamada Tipaza, y ubicada en la costa central de Argelia. Desde 2002, ha sido declarado por la UNESCO como Patrimonio de la Humanidad. Había otra ciudad con el mismo nombre: Tipasa en Numidia.
A veces, a Tipasa se le llama «Tipasa de Mauritania», porque había otra Tipasa en el África romana. De hecho, otra ciudad llamada Tipasa estaba ubicada en la provincia romana de Numidia (la razón por la cual se la conoce como «Tipasa de Numidia»,para distinguirla de «Tipasa en Mauritania»). Esta segunda Tipasa se encuentra en lo que hoy es la Provincia de Constantina, Argelia, a 88 km al sur de Annaba, a 957 m sobre el mar: ahora se llama Tifesh. La principal ruina es la de una fortaleza extensa, cuyas paredes son de 3 metros de espesor.

### Tassili n'Ajjer

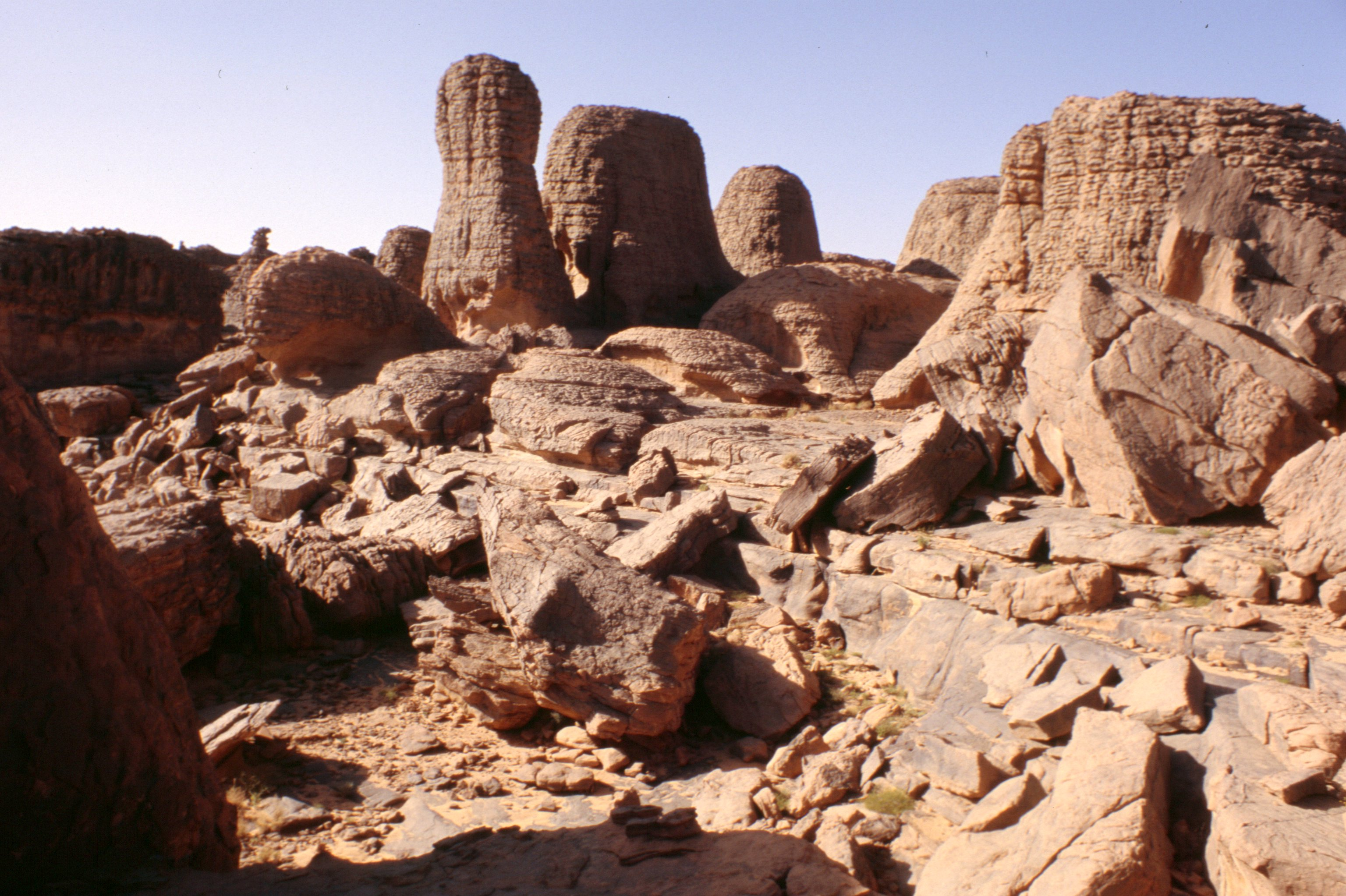
Paisaje de Tassili n'Ajjer.

Tassili n'Ajjer (en bereber: Tasili n Ajjer, significa: Planicie de los ríos)  es un Patrimonio de la Humanidad de la Unesco en Argelia.
Fue inscrita como Patrimonio en 1982.
Es una formación rocosa de arenisca muy erosionada en la sección argelina del desierto del Sahara, situada en una vasta meseta, que abarca el sureste de Argelia, el oeste de Libia y el norte de Níger. Cuenta con más de 300 arcos de roca, densos grupos de pilares de piedra arenisca erosionados y acantilados y gargantas empinadas donde las piscinas de agua permanentemente en la superficie. Tassili n'Ajjer cubre un área de más de 72,000 km².

## Turismo religioso
La religión en Argelia está dominada por los musulmanes en aproximadamente el noventa y nueve por ciento de la población. La gran mayoría de los musulmanes en Argelia se adhieren al islam suní de la escuela de jurisprudencia Malikí. También hay casi 100,000 cristianos, en su mayoría pentecostales protestantes. Hay cerca de 2.000 judíos que aún viven en Argelia, según el Departamento de Estado de los Estados Unidos.

### Djamaa El Djazaïr
Djamaa El Djazaïr (en árabe:جامع الجزائر); o Gran Mezquita de Argelia (en árabe: مسجد الجزائر الأعظم). Es una mezquita en proceso de finalización, ubicada en Mohammadia en Argel. Es la mezquita más grande de Argelia y África y la tercera mezquita más grande del mundo en términos de área total después de cada una de la Gran Mezquita de La Meca en La Meca y la Mezquita Al-Masjid an-Nabawi en Medina.

### Mezquita de Ketchaoua

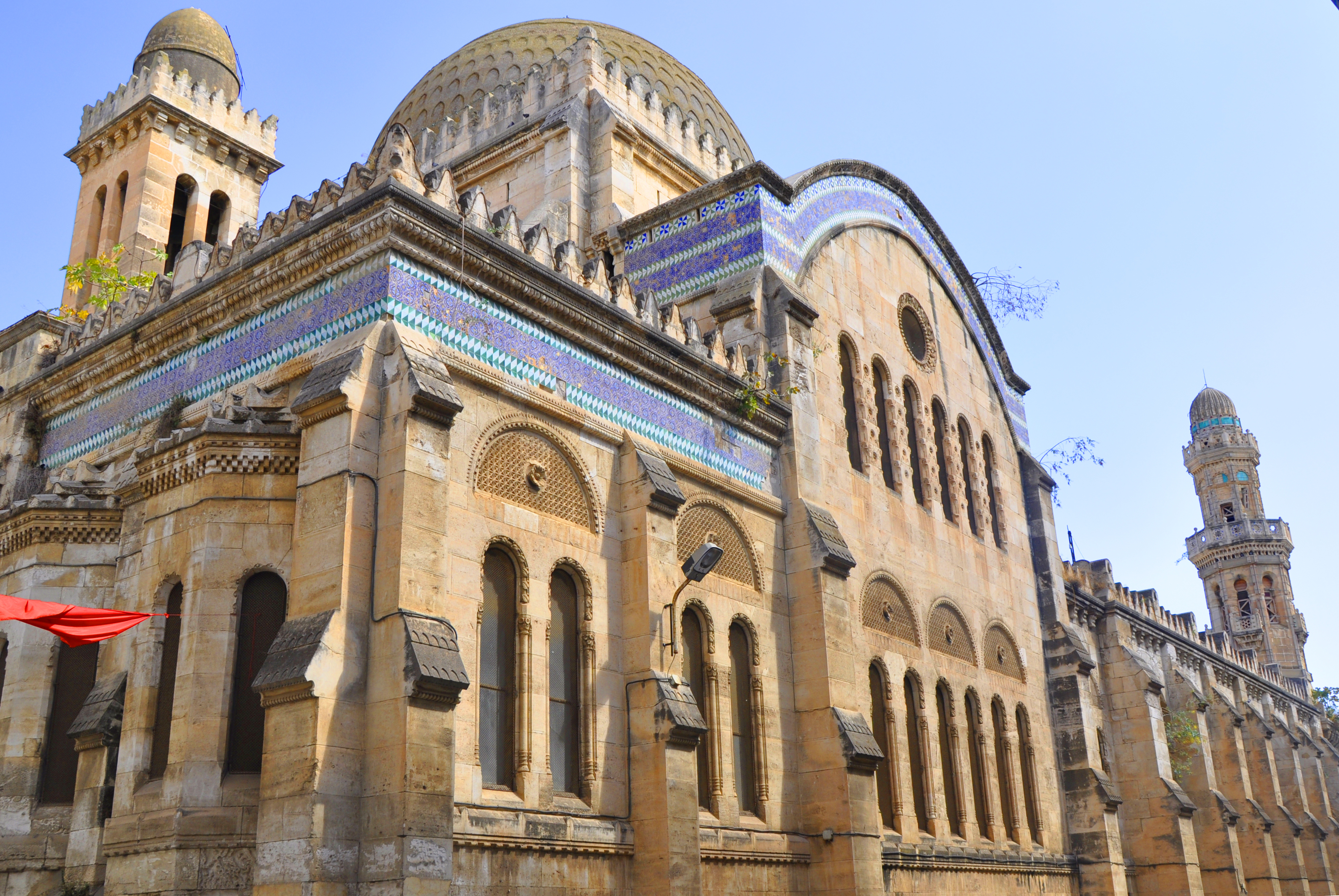
Mezquita de Ketchaoua.

La Mezquita de Ketchaoua —en árabe: جامع كتشاوة (djamaa ketchaoua)—  es una mezquita en Argel, la capital de Argelia. Se encuentra al pie de la Casba, que se construyó durante el dominio otomano en el siglo XVII, que es Patrimonio de la Humanidad por la UNESCO. La mezquita que se encuentra en la primera de las muchas escaleras empinadas de la Casba, fue logísticamente y simbólicamente el cnóstico de la ciudad precolonial de Argel. La mezquita se caracteriza por su fusión única de arquitectura morisca y bizantina.

### Notre Dame d'Afrique

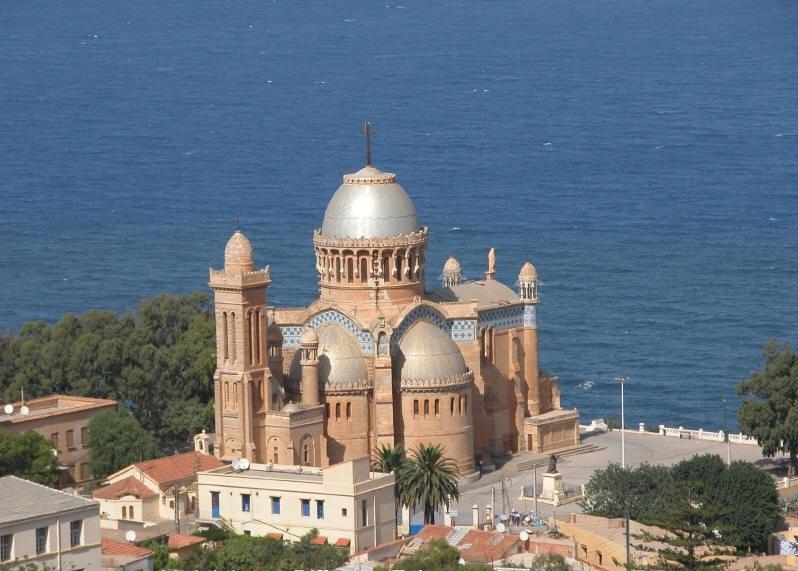
Notre-Dame d'Afrique o (Basílica menor de Nuestra Señora de África).

Basílica menor de Nuestra Señora de África (en árabe: السيدة الإفريقية; en francés Basilique Notre-Dame d'Afrique) es una basílica católica situada en Argelia. Fue Louis-Antoine-Augustin Pavy, quien sirvió como obispo de Argel desde 1846 a 1866, quien abrió el camino para su construcción. La basílica fue inaugurada en 1872, después de catorce años de construcción. Fue fundada por Charles Lavigerie. Su arquitecto, Jean Eugène Fromageau, quien fue nombrado arquitecto jefe de los edificios eclesiásticos en la Argelia francesa en 1859, empleó un estilo neobizantino.
En el ábside de la basílica se lee una inscripción en francés: Notre Dame d'Afrique priez pour nous et pour les Musulmans, que traduce: Nuestra Señora de África, ruega por nosotros y por los musulmanes.

### Gran Mezquita 1 de noviembre de 1954

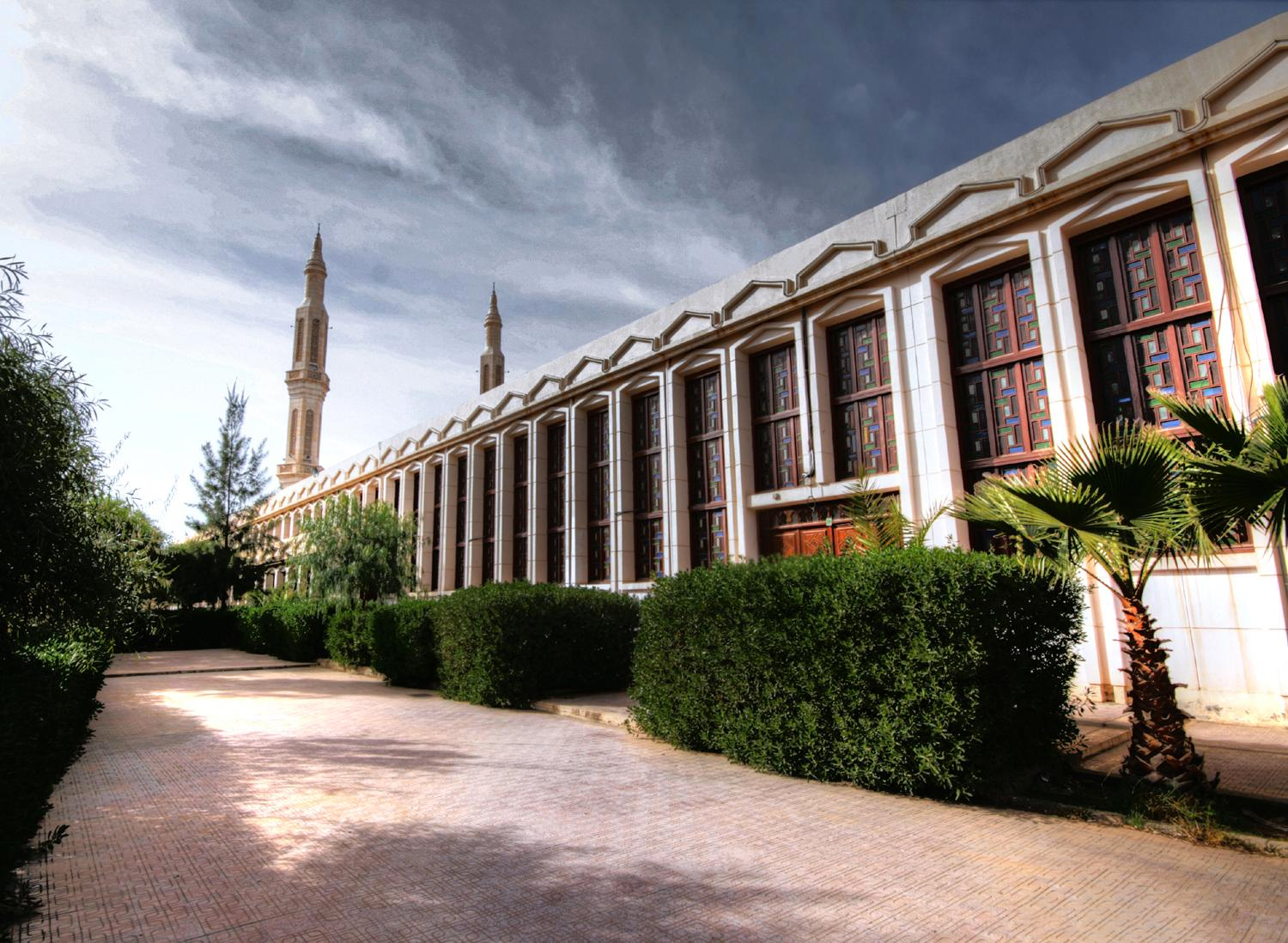
Gran Mezquita 1 de noviembre de 1954.

La Gran Mezquita 1 de noviembre de 1954, (en árabe:árabe: مسجد أول نوفمبر 1954) está considerada la mezquita más grande de Argelia y la segunda de África. Se encuentra en la ciudad de Batna. Este imponente edificio religioso ha estado abierto a los fieles desde 2003 y es uno de los grandes logros arquitectónicos de la ciudad.

### Basílica de San Agustín
Basílica de San Agustín es una basílica católica que también tiene el estatus de procatedral que esta dedicada a San Agustín de Hipona y situada en Annaba, Argelia. La basílica está bajo la circunscripción de la diócesis de Constantina. La construcción de la basílica comenzó en 1881 y terminó el 29 de marzo de 1900, aunque la iglesia no estuvo dedicada hasta el 24 de abril de 1914. La estatua de San Agustín en la basílica contiene uno de los huesos de su brazo. Fue construido no lejos de los restos de la Basílica Pacis construida por San Agustín, donde murió mientras la ciudad estaba asediada por los vándalos.

### Catedral del Sagrado Corazón (Orán)
La Catedral del Sagrado Corazón, (en árabe: كاتدرائية وهران; en francés: Cathédrale du Sacré-Cœur d'Oran) es una catedral ubicada en la Plaza de la Kahina, en Orán,3 al norte del país africano de Argelia.
Se convirtió en una biblioteca regional en 1984, y luego en una biblioteca pública en 1996.

### Djama'a al-Djedid

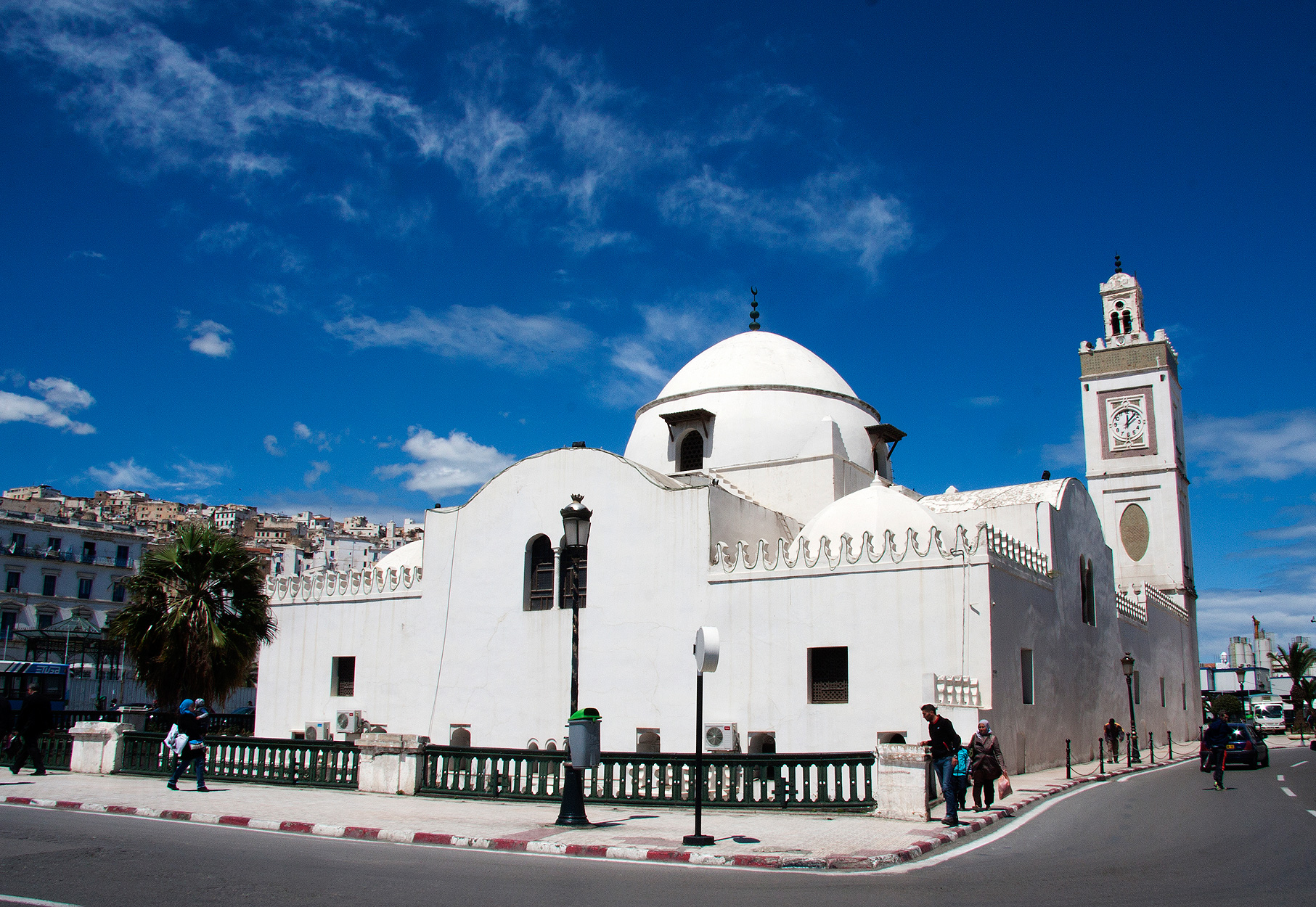
Djama'a al-Djedid.

Djama'a al-Djedid también conocida como Jamaa al-Jadid, Jamaa El Jedid, o la Nueva Mezquita, (en turco: Yeni Camii, que significa Nueva Mezquita,)) es una Mezquita otomana situada en Argel, la capital de Argelia. Fue construida en 1660 de acuerdo con las tradiciones de la escuela Hanafí. Durante el gobierno colonial francés, la mezquita se llamaba Mosquée de la Pêcherie «Mezquita del Muelle de los Pescadores».

### Mezquita de Tlemecén
La mezquita de Tlemecén (en árabe: الجامع الكبير لتلمسان‎, el-Jemaa el-Kebir litilimcen), fue edificada en 1082 bajo el emirato almorávide de Yusuf ibn Tasufin en Tlemecén (actual Argelia), aunque experimentó reformas importantes en la primera mitad del siglo XII bajo el gobierno de su hijo Alí ibn Yusef ibn Tasufin.
Una inscripción remonta esta reconstrucción a 1136. Sultán Yaghmoracen (1236-1283), el fundador de la dinastía Abd al-Wadíes o Reino ziyánida de Tlemecén, agregó una sección con un minarete y una cúpula en el siglo XIII. Junto a la mezquita solía haber una corte islámica (Makhama) y una universidad islámica de fama considerable.

### Gran Sinagoga de Orán

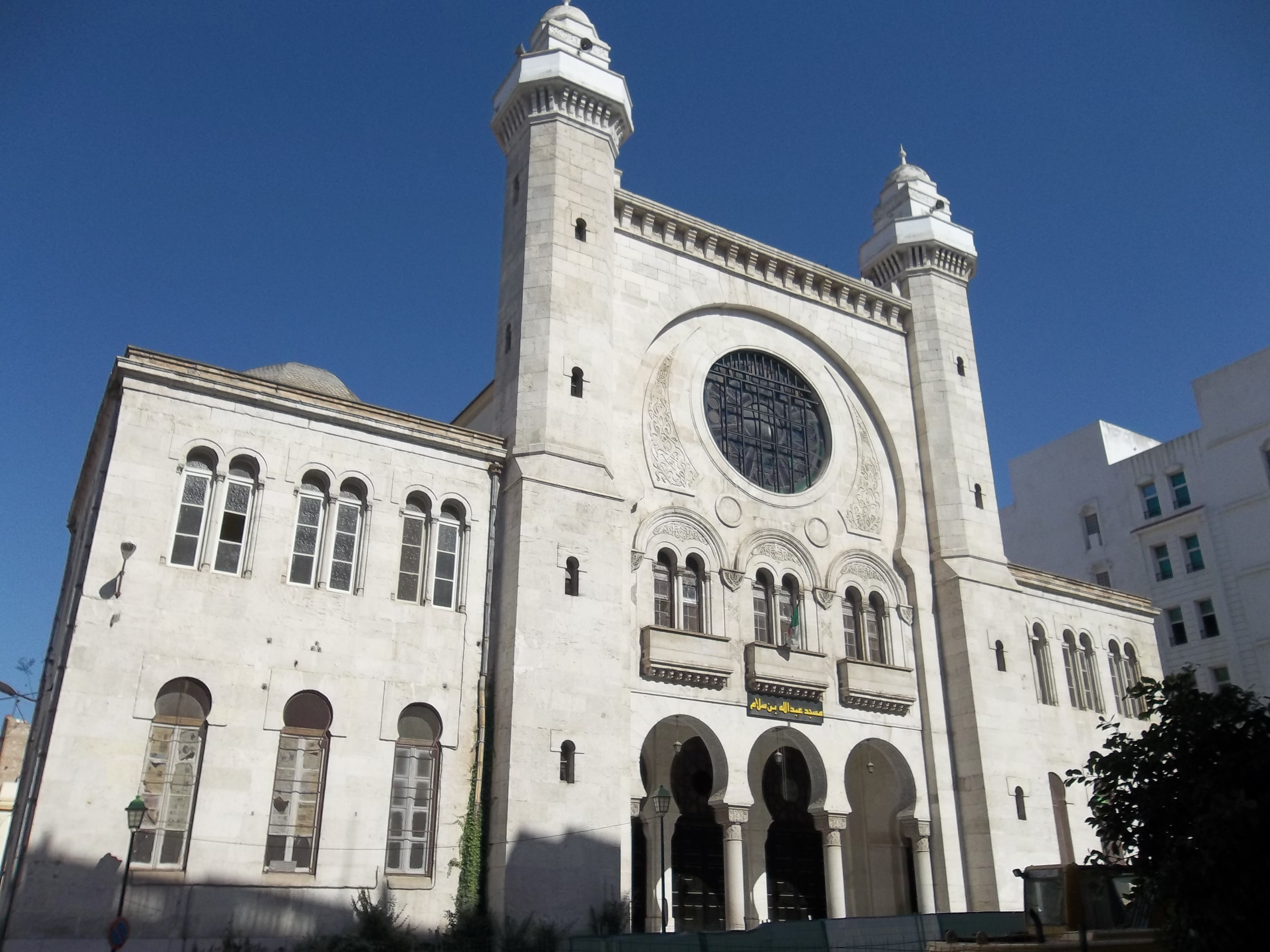
Abdallah Ibn Salam Mosque o Gran Sinagoga de Orán.

La Gran Sinagoga de Orán (en árabe: معبد وهران العظيم; en francés: Grande synagogue d'Oran) fue construida y consagrada en 1880 por iniciativa de Simón Kanoui, pero su inauguración no tuvo lugar hasta 1918. También conocida como «Templo Israelita», se encuentra en el antiguo bulevard Joffre, actualmente bulevard Maata Mohamed El Habib. Fue una de las sinagogas más grandes del norte de África.
Una vez que Argelia obtuvo su independencia en 1962, casi todos los judíos argelinos se mudaron a Francia. Se estimó entre 100 a 120 mil judíos, así como un millón de colonos europeos y 100 mil musulmanes harkis habían huido de Argelia y decidieron instalarse en Francia durante el éxodo de los Pieds-Noirs. Los judíos argelinos que se mudaron a Francia en la década de 1960 recibieron el estatus de «repatriados»" y se clasificaron junto a la población de colonos europeos debido a que los judíos de Argelia habían sido ciudadanos franceses desde el Decreto de Crémieux de 1870.

## Turismo cultural
Argelia se beneficia de importantes activos naturales, como sus playas en general todavía en estado silvestre, paisajes y zonas como el desierto argelino. Hay 10 parques nacionales en Argelia, incluyendo el Parque Cultural Tassili (100,000 ha) o el Parque Cultural Ahaggar (380,000 ha). Los entusiastas del senderismo tienen acceso en las vastas montañas de Cabilia. Argelia también tiene un área de esquí en Tikjda, así como balnearios.
Arquitectónicamente, hay fuertes influencias bereberes, árabes, españolas y francesas después de la colonización, pero también obras más contemporáneas. La oficina de correos principal en Argel sigue siendo un monumento notable del tipo neoracisco, trabajo de Jules Voinot y Marius Toudoire. La Casba de Argel también es un lugar de visita clasificado como patrimonio mundial de la UNESCO desde 1982.

### Sitios notables en Argelia

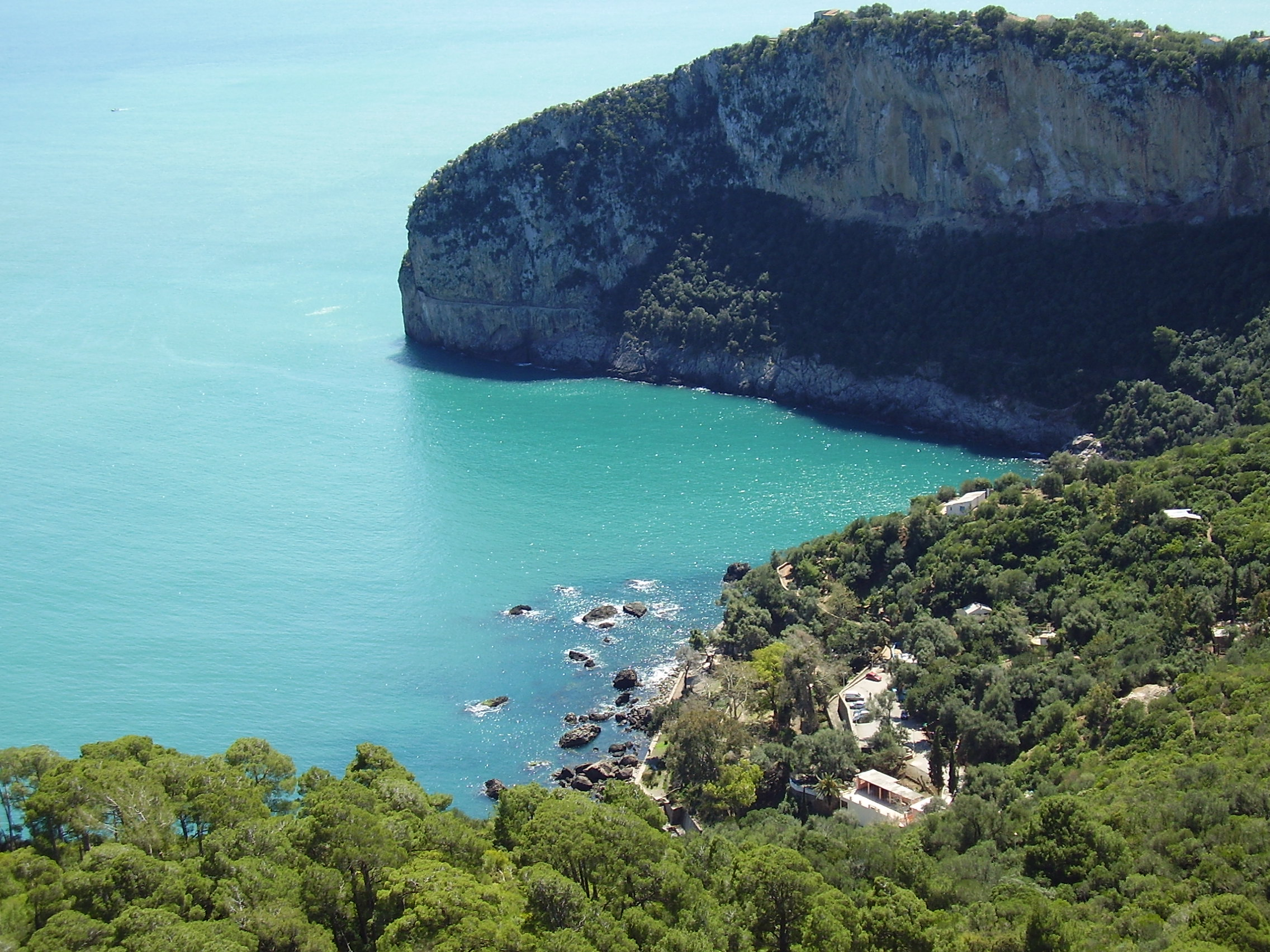
Las aguadas en Bejaia.

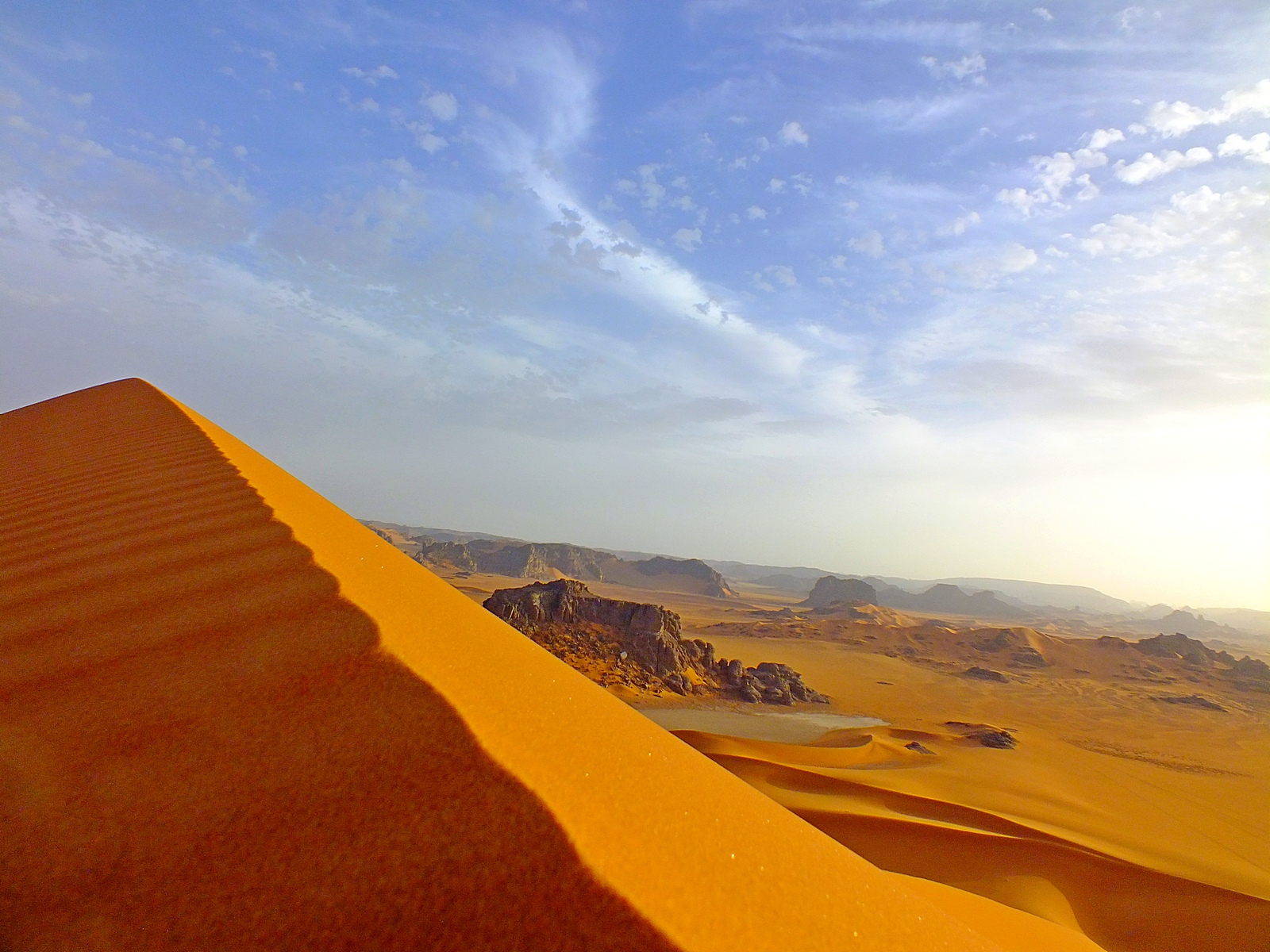
Tassili n'Ajjer-

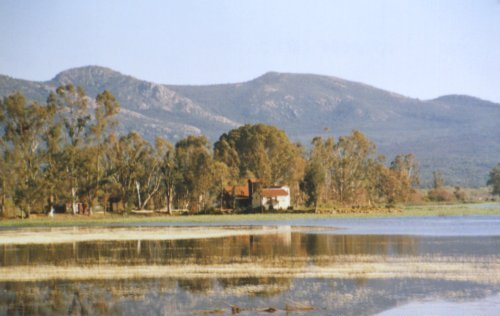
Parque nacional de El Kala.

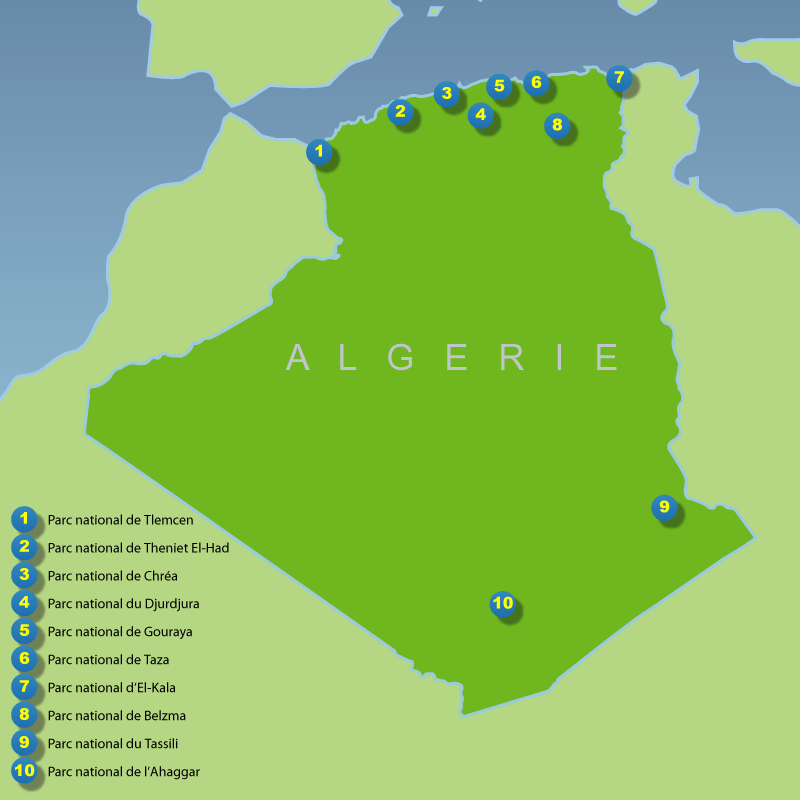
Parques nacionales de Argelia.

- Argel
- Constantina
- Orán
- Laghouat
- Annaba
- Béjaia
- Timgad
- Jijel
- Tlemcen
- Tikjda
- Tipaza
- Batna
- Ghardaïa
- Sidi Fredj
- Aurés
- Djurdjura
- Djanet
- Beni Haoua

### Parques nacionales
- Parque nacional Ahaggar
- Parque nacional de Belezma
- Parque nacional de Chrea
- Parque nacional de Djebel Aissa
- Parque nacional de Djurdjura
- Parque nacional de El Kala
- Parque Nacional de Gouraya
- Parque Nacional Tassili n'Ajjer
- Parque nacional de Taza
- Parque nacional de Theniet El-Haâd
- Parque nacional de Tlemcen

### Museos
- Museo Nacional de Prehistoria y Etnografía de Bardo
- Museo público de arte moderno y contemporáneo de Argel
- Museo de Artes y Tradiciones Populares
- Museo nacional de bellas artes de Argel

### Festivales
- Festival Internacional de Cine Árabe
- Festival Internacional de Música de Timgad
- Feria Internacional del Libro de Argel
- Festival Internacional de Cultura de la Música Sinfónica de Argelia.
- Festival de danza folclórica árabe-africana en Tizi Ouzou
- Festival Internacional del Cómic.[51]

## Turismo sahariano

Formación de salinas en forma de elefante en Illizi.

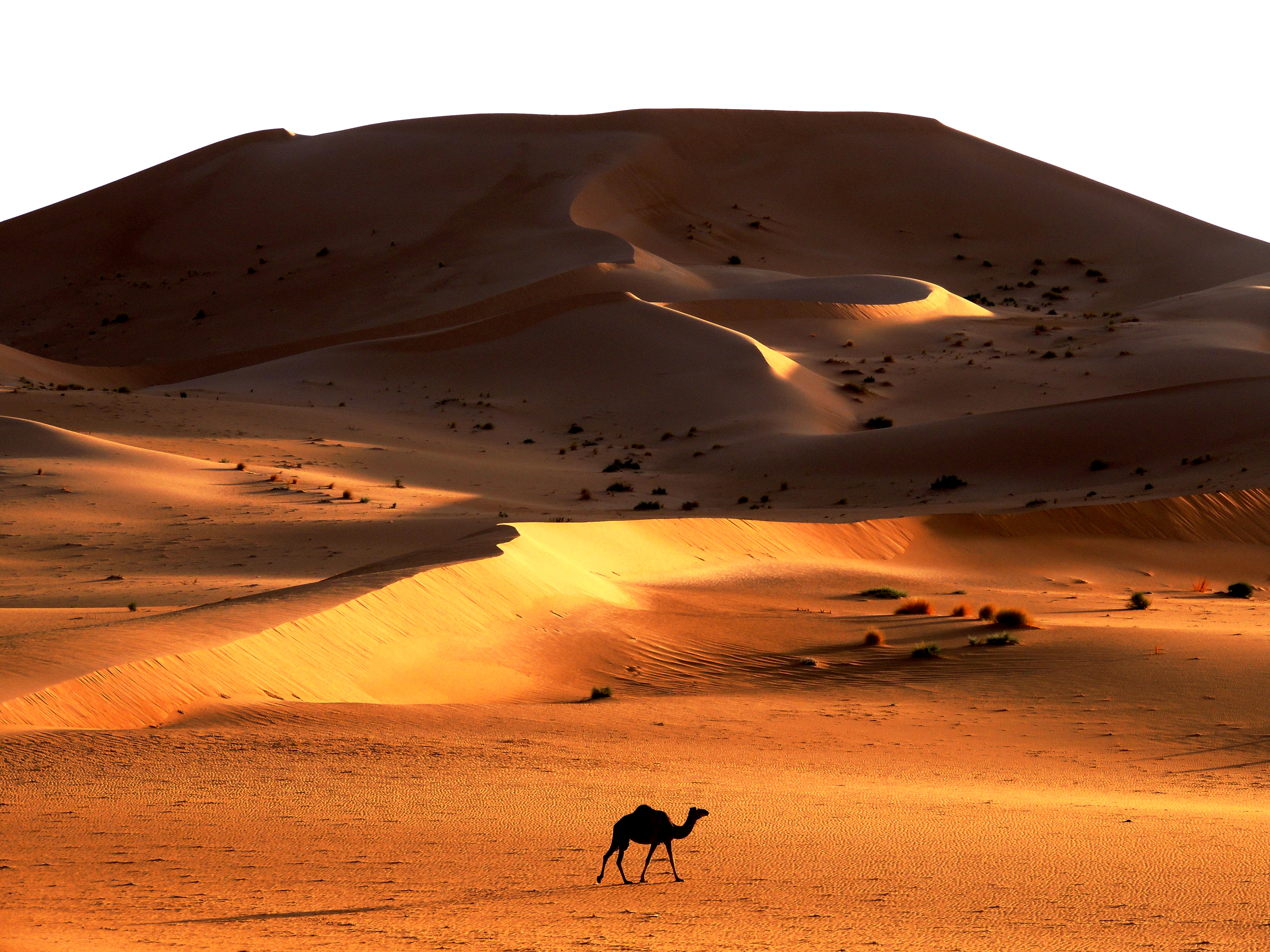
El desierto algeriano forma parte del desierto del Sahara.

El Sahara argelino es uno de los destinos turísticos más importantes de Argelia, el Gran Sur es un destino emblemático a nivel internacional. El senderismo no es la única forma de descubrir el Sahara, de hecho, paseos en camello o en un vehículo 4x4, o incluso fórmulas que combinan senderismo, camello y 4x4.
El desierto argelino se encuentra en el centro-norte de África y forma parte del desierto del Sahara. El desierto ocupa más de cuatro quintas partes del territorio argelino. Su expansión se inicia desde el Atlas del Sahara, más o menos como un desierto pedregoso y cuanto más al interior se adentra, más se convierte en un desierto de dunas.
En las partes del suroeste se encuentra la cordillera Tassili n'Ajjer. Esta área es un tema de gran interés arqueológico y fue incluida en la "Lista del Patrimonio Mundial" por la UNESCO en 1982. La zona es conocida por su extrema aridez y calor extremo, ya que las temperaturas diurnas son comúnmente entre 46 °C (113 °F) y 51 °C (122 °F) durante el período más caluroso del año en la mayor parte del desierto.
Ciudades y pueblos como Ouargla, Touggourt, Beni Abbes, Adrar, In Salah, se encuentran entre los lugares más calurosos de la Tierra durante el apogeo del verano. La precipitación media anual es muy inferior a 100 mm (3,93 in) en la parte más al norte, pero en el centro y la parte sur reciben mucho menos de 50 mm (1,96 in) y, por lo tanto, son hiperáridos y están entre los lugares más secos de la Tierra.

## Gastronomía

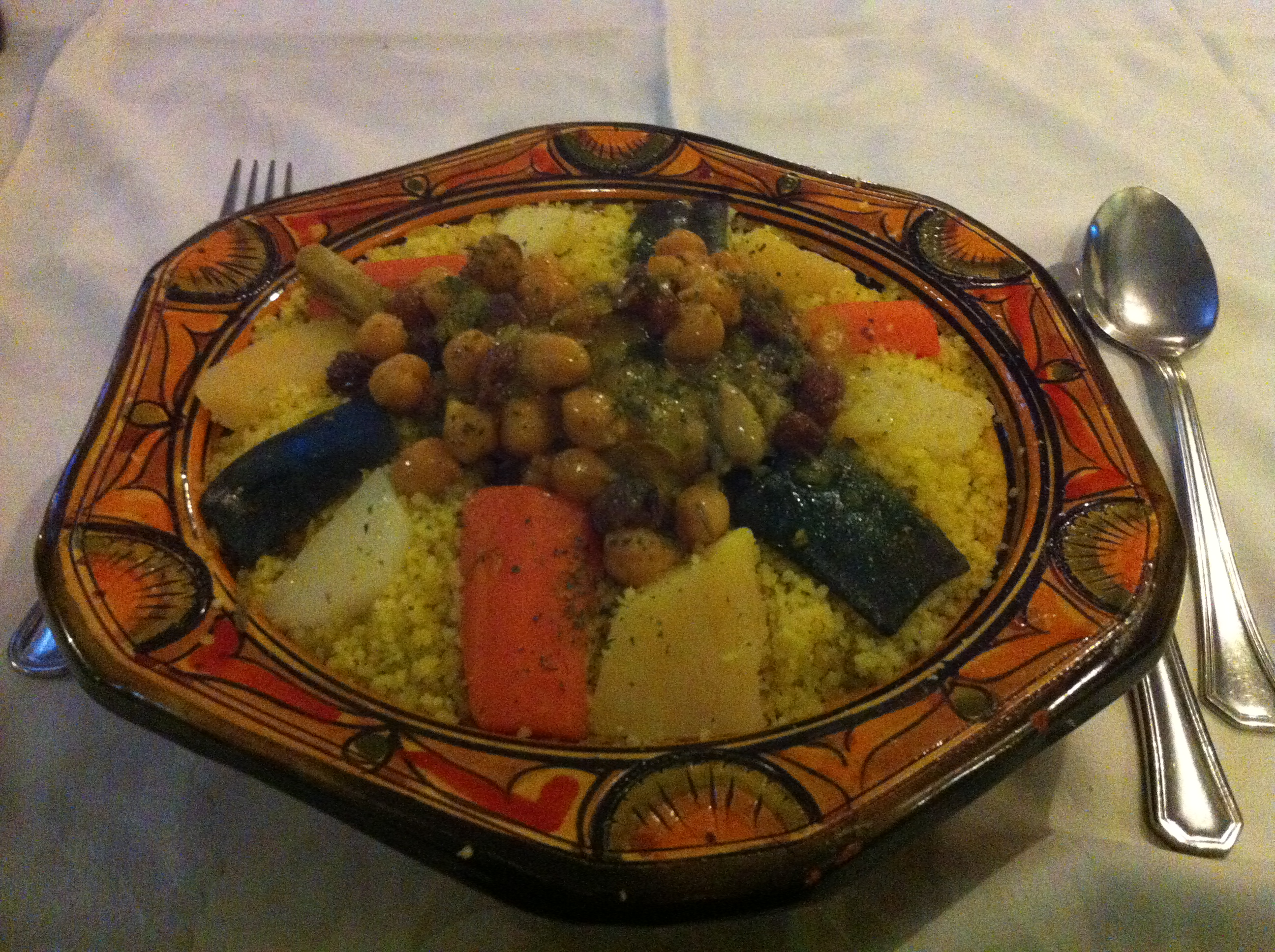
Un plato de cuscús.

La cocina de Argelia es una fusión entre la gastronomía andaluza, bereber y mediterránea. Es ligeramente diferente de una región a otra. Cada región tiene su propia cocina, incluyendo Cabilia, Argel (cuscús) y Constantina.
La cocina argelina está influenciada por diversas culturas como el bereber, el árabe y el francés. La mayoría de los platos argelinos se centran alrededor de cordero o ternera, aceite de oliva, verduras frescas y hierbas frescas. Tradicionalmente, ninguna comida argelina está completa sin pan, normalmente una larga baguette francesa o, más tradicionalmente, un pan de sémola plano. El consumo de carne de cerdo está prohibido para los habitantes devotos musulmanes de Argelia de acuerdo con la Sharia, las leyes religiosas del Islam. Argelia, al igual que otros países del Magreb, produce una gran variedad de frutas y verduras mediterráneas e incluso algunas tropicales. El cordero es comúnmente consumido. Mariscos del Mediterráneo y el pescado también se consumen y se consiguen por la pesca pequeña de bajura.
Los argelinos consumen una gran cantidad de carne, ya que se encuentra en casi todos los platos. Cordero es la carne más consumida en el país, aves de corral y carne de vacuno son utilizadas también, otros tipos poco comunes de la carne tales como la caza, aves y carne de venado y se consideran un manjar, los jabalíes también son cazados y comidos, pero la carne de cerdo no está disponible en las tiendas, únicamente se puede comprar directamente a los criadores.
Las verduras que se usan comúnmente incluyen patatas (batata / beteta), zanahorias (zrodiya), cebollas (bsel), tomates (tomatish / tømètish), calabacín (corget / qar'a), ajo (ethom), coles (cromb), y berenjena (badenjan). También se utilizan aceitunas (zéton). Las verduras se usan a menudo en guisos (jwaz / djwizza) y sopas (chorba) o simplemente fritas o hervidas.

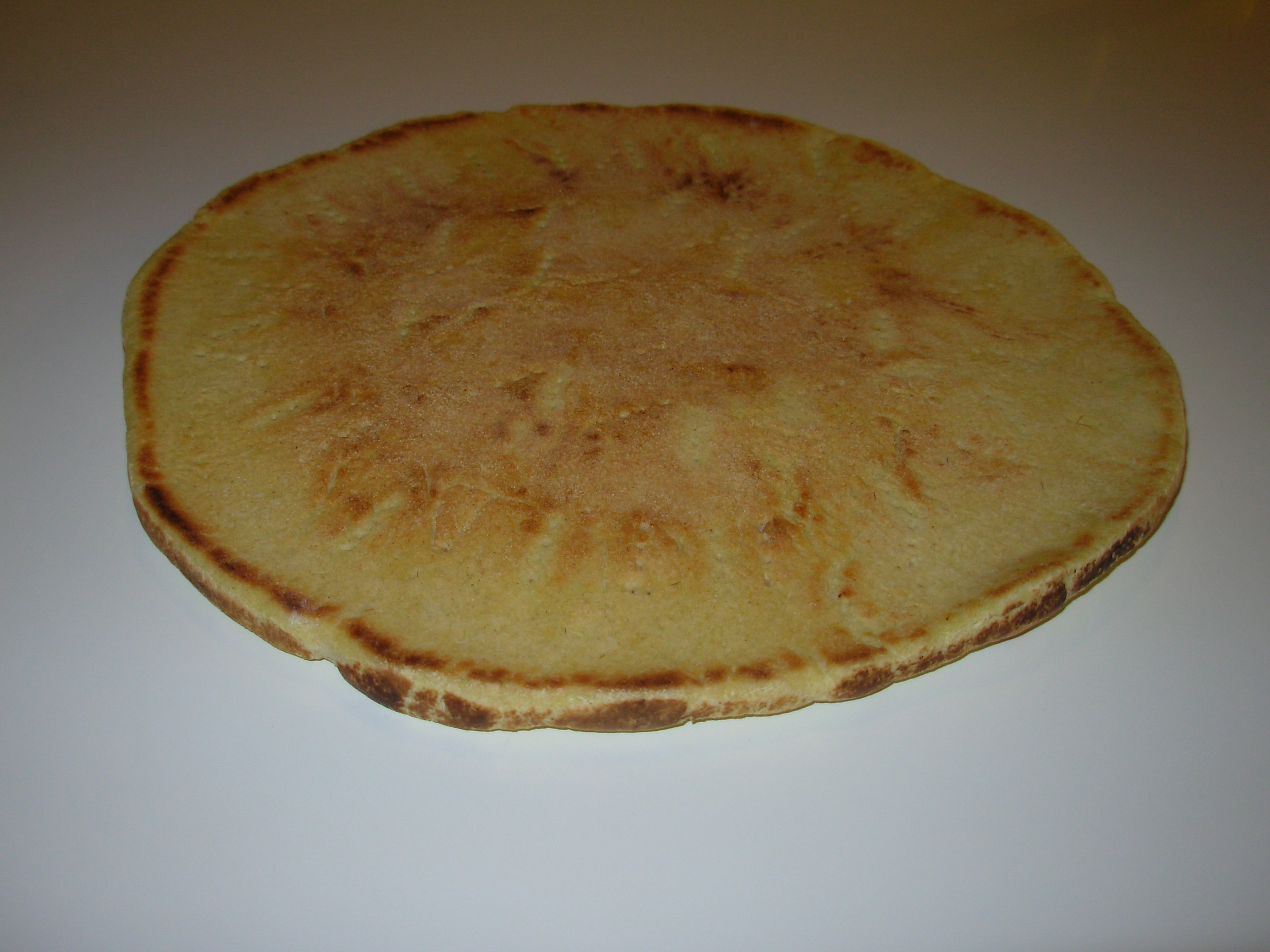
Una kesra.

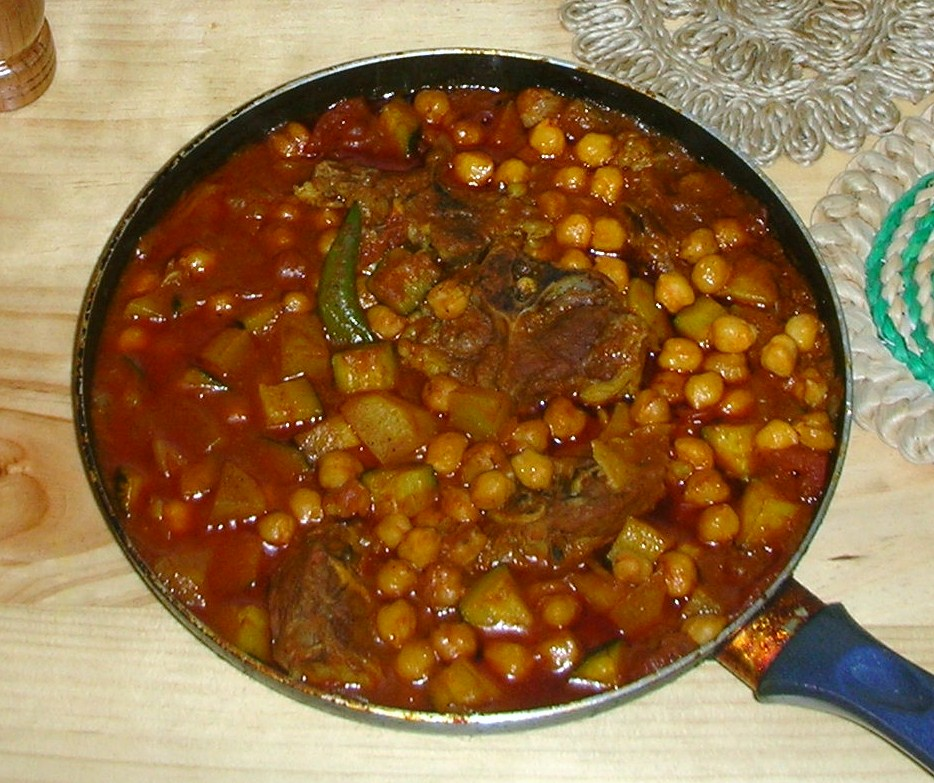
Chakhchoukha.

El kesra, pan plano tradicional argelino, es la base de la cocina argelina y se come en muchas comidas. Una comida argelina popular es merguez, una salchicha originalmente bereber.
Uno de los platos más preferidos y bastante común de la cocina argelina es el cuscús, con otros favoritos como shakshouka, karantita  y el plato chakhchoukha. Las especias utilizadas en la cocina argelina son chiles rojos secos de diferentes tipos, alcaravea, ras el hanout árabe, pimienta negra y comino, entre otros.
Los argelinos también usan tagines, hechos a mano en Argelia. Con frecuencia, la comida argelina se cocina en vasijas de barro, al igual que la cocina maghrib. La cocina argelina representa la región al norte del desierto del Sahara y al oeste del Nilo. Los chefs argelinos se enorgullecen de sus habilidades y métodos de cocina y sus muchos secretos se encuentran en la variedad de formas en que mezclan especias especiales.
Hay muchos tipos diferentes de ensaladas argelinas, influenciadas por los franceses y los turcos, que pueden incluir remolacha o anchoas. También hay platos de origen español en Argelia, como el Gaspacho Oranais, una versión argelina del plato manchego: gazpachos manchegos.

## Clima
El norte de Argelia se encuentra en la zona templada y disfruta de un clima suave y mediterráneo. Se encuentra aproximadamente en las mismas latitudes que el sur de California y tiene condiciones climáticas similares. Sin embargo, su topografía rota proporciona fuertes contrastes locales tanto en las temperaturas prevalecientes como en la incidencia de las lluvias. Las variaciones año a año en las condiciones climáticas también son comunes. Esta área, la más habitada de Argelia, se conoce comúnmente como el Tell.

## Transporte

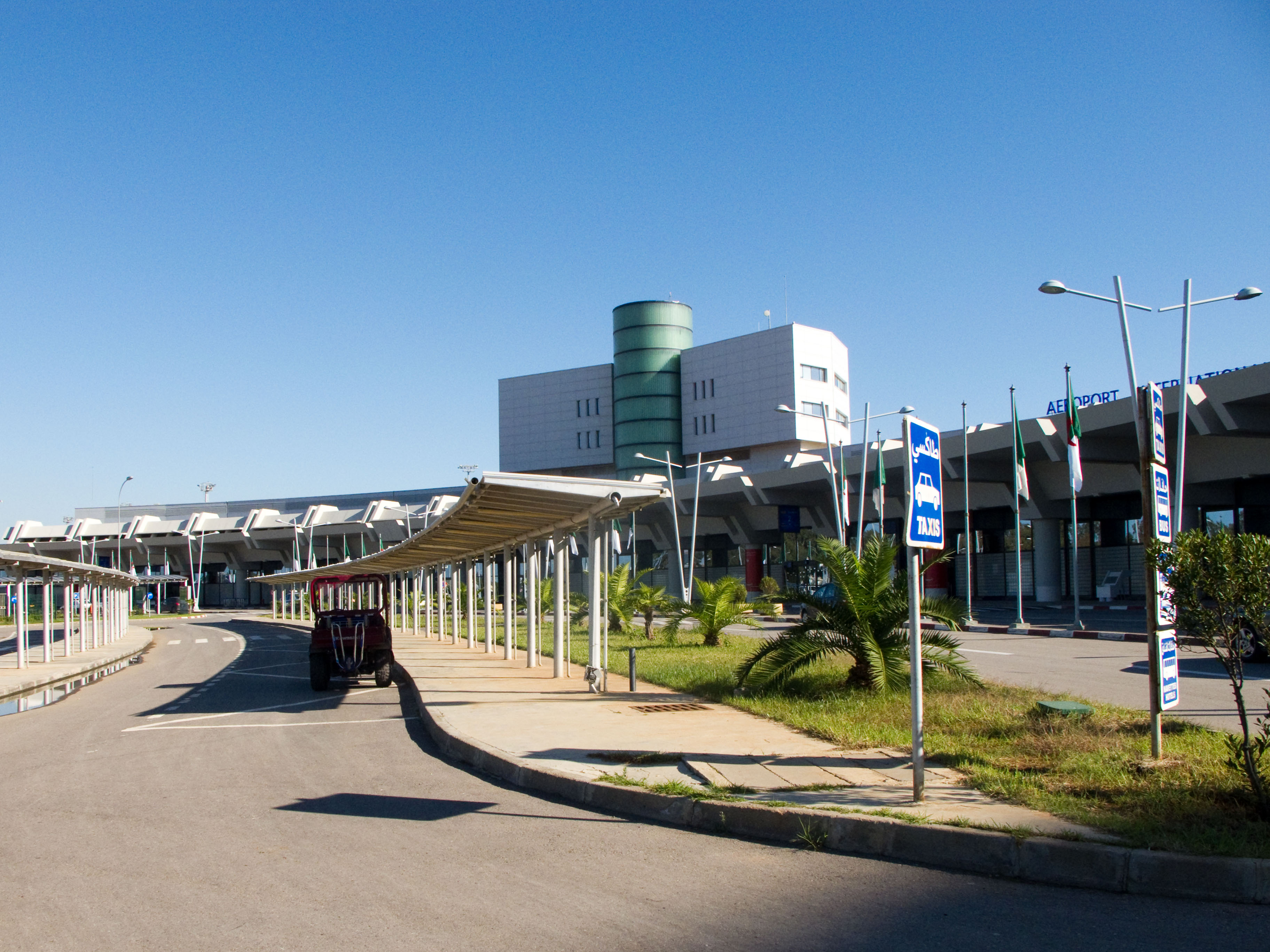
Aeropuerto Internacional Houari Boumedienne, Argel.

Como el décimo país más grande del mundo y el más grande de África y de la región del Mediterráneo, Argelia tiene un vasto sistema de transporte que incluye muchas infraestructuras de transporte. Un extenso servicio aéreo utilizó un estimado de 137 aeropuertos y pistas de aterrizaje en 2004. A partir de 2005, un total de 52 tenían pistas pavimentadas, y había un helipuerto. El principal Aeropuerto Internacional Houari Boumedienne, está a unos 20 km de Argel. Constantina, Annaba, Tilimsen y Orán tienen aeropuertos modernos más pequeños que pueden acomodar aviones de reacción. Air Algérie, la aerolínea nacional, brinda servicio internacional. El aeropuerto internacional de Argel el más importante de todos los aeropuertos argelinos, su capacidad actual es de aproximadamente de 9 millones de pasajeros por año para un flujo real de más o menos 6 millones en el 2013.
La Compañía Naviera Nacional de Argelia (CNAN) y Algeria Ferries participan en el transporte marítimo en Argelia. Varios transbordadores conectan a los pasajeros con las costas europeas y transportan mercancías por todo el mundo.

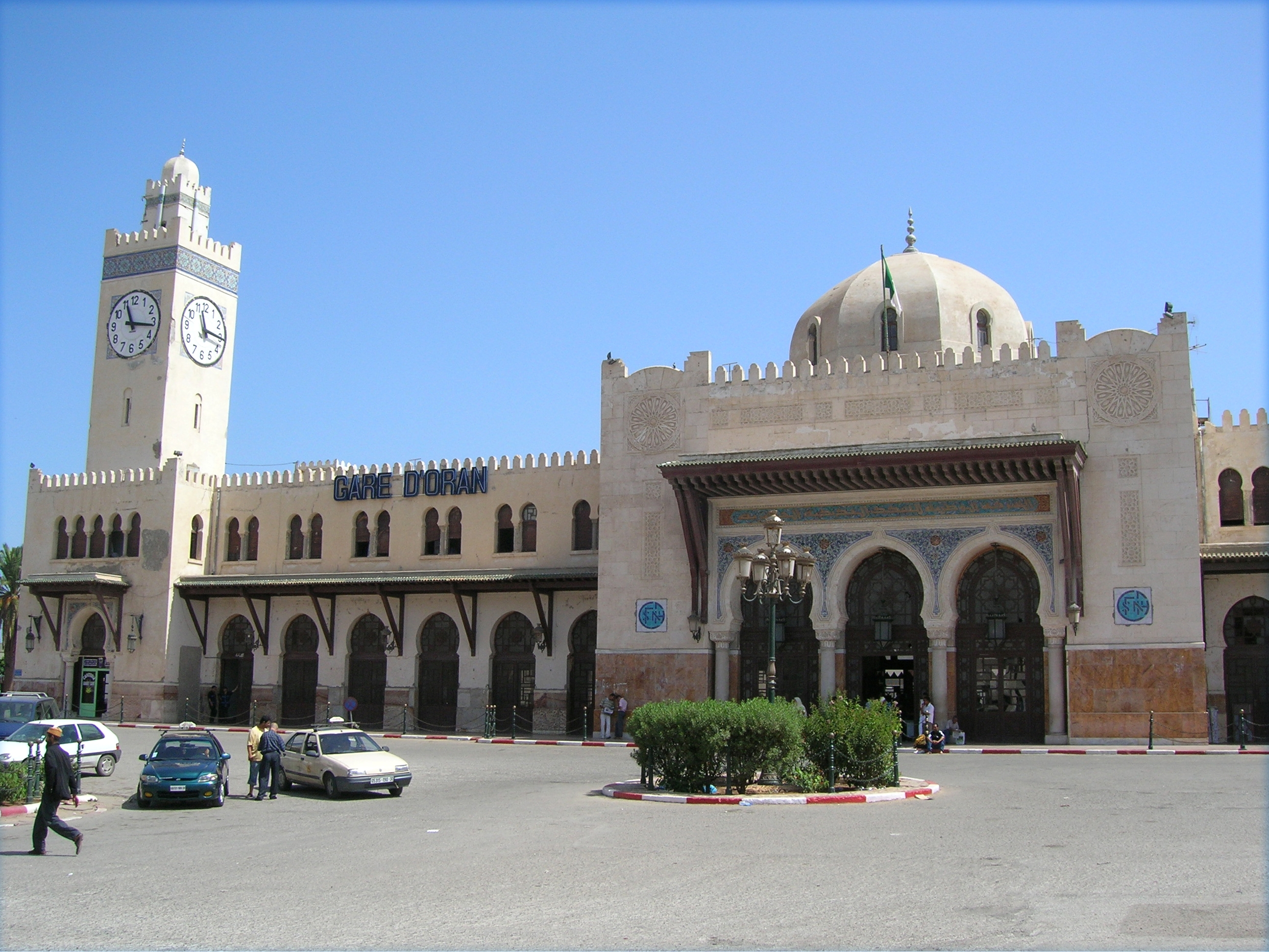
La estación de tren de Orán.

La red ferroviaria se estima en 4200 km en el 2011, ha experimentado recientemente la electrificación en algunas secciones, que en breve debería conducir al sistema ferroviario de alta velocidad que uniría las ciudades más grandes del país. El tráfico de la red ferroviaria es administrado por la National Railway Transport Company (SNTF). Esta red cubre 4,209 km y tiene más de 200 estaciones que cubren principalmente el norte del país.
Argelia disponía en 2012, una red de autopistas sobre 1482 km, en todo el país. El lanzamiento de la construcción de la Autopista Este-Oeste (OEA) ha dado un nuevo impulso al programa de autopistas argelinas, ya que es una carretera con carreteras separadas sin cruce y con 2x3 carriles.

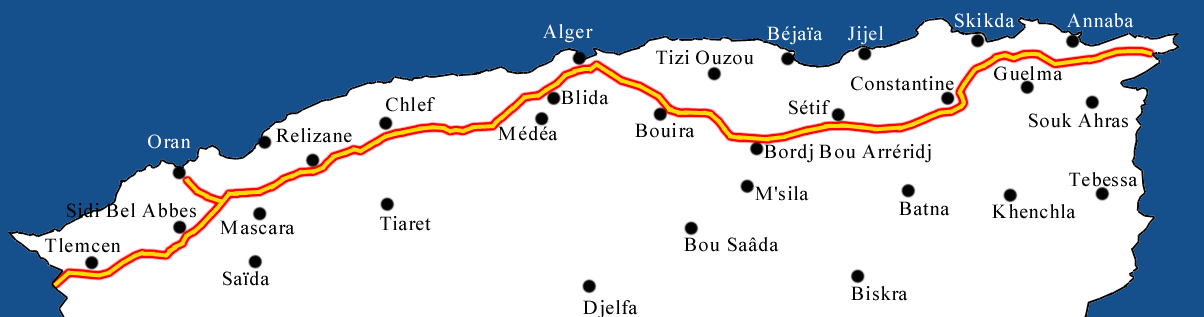
La autopista Este-Oeste y las principales ciudades con más de 100 000 habitantes dell norte del país.